# Cyclommatus strigiceps assamensis
Cyclommatus strigiceps assamensis es una especie de coleóptero de la familia Lucanidae.

## Distribución geográfica
Habita en Assam  (India).